# Epoicotèrids
Els epoicotèrids (Epoicotheriidae) són una família extinta de mamífers paleanodonts que visqueren a Nord-amèrica durant l'Eocè. Anteriorment se'ls classificava dins l'ordre dels edentats, que actualment es considera obsolet.